# ديفيد كولينز (سياسي)
ديفيد كولينز (بالإنجليزية: David Collins)‏ هو قاضي وسياسي بريطاني وأسترالي (وحمل سابقاً جنسية المملكة المتحدة لبريطانيا العظمى وأيرلندا)، ولد في 3 مارس 1756 في لندن في المملكة المتحدة، وتوفي في 24 مارس 1810 في هوبارت في أستراليا.